# Astrophiura wanikawa
Astrophiura wanikawa är en ormstjärneart som beskrevs av Fujita och Hendler 200. Astrophiura wanikawa ingår i släktet Astrophiura och familjen fransormstjärnor. Inga underarter finns listade i Catalogue of Life.